# Matsushita Electric Football Club 1991-1992
Questa voce raccoglie le informazioni riguardanti il Matsushita Electric Football Club nelle competizioni ufficiali della stagione 1991-1992.

## Stagione
Nella sua ultima stagione da squadra dilettantistica il Matsushita Electric, guidato da Kunishige Kamamoto, confermò il rendimento della stagione precedente giungendo al quinto posto in campionato e uscendo nelle fasi intermedie delle coppe. Al termine della stagione la squadra accettò l'iscrizione alla J. League, adottando un regime professionistico e cambiando il nome in Gamba Osaka.

## Rosa
| N. |                     | Ruolo | Calciatore        |
| -- | ------------------- | ----- | ----------------- |
| 0  | Giappone (bandiera) | D     | Shinobu Ikeda     |
| 1  | Giappone (bandiera) | P     | Yūji Keigoshi     |
| 2  | Giappone (bandiera) | D     | Takahiro Shimada  |
| 3  | Giappone (bandiera) | D     | Hiroki Azuma      |
| 4  | Uruguay (bandiera)  | D     | Darío Pereyra     |
| 5  | Giappone (bandiera) | C     | Kunio Kitamura    |
| 6  | Giappone (bandiera) | D     | Naohiko Minobe    |
| 7  | Giappone (bandiera) | C     | Tomoo Kudaka      |
| 9  | Giappone (bandiera) | C     | Masahiro Wada     |
| 10 | Giappone (bandiera) | A     | Akihiro Nagashima |
| 12 | Giappone (bandiera) | C     | Hirokazu Sasaki   |
| 14 | Giappone (bandiera) | C     | Kazuaki Koezuka   |
| 18 | Brasile (bandiera)  | C     | Lange             |
| 20 | Giappone (bandiera) | P     | Kenji Honnami     |

| N. |                          | Ruolo | Calciatore           |
| -- | ------------------------ | ----- | -------------------- |
| 21 | Giappone (bandiera)      | C     | Kōji Kondō           |
| 22 | Giappone (bandiera)      | P     | Toru Kawashima       |
| 23 | Giappone (bandiera)      | D     | Kōji Maeda           |
| 25 | Giappone (bandiera)      | A     | Hiroki Yanagi        |
| 26 | Giappone (bandiera)      | P     | Hayato Okanaka       |
| 33 | Giappone (bandiera)      | C     | Yoshiyuki Matsuyama  |
|    | Giappone (bandiera)      | D     | Yoshihisa Matsushima |
|    | Giappone (bandiera)      | C     | Yoshihiro Fujita     |
|    | Corea del Sud (bandiera) | C     | Kim Sang-Kwan        |
|    | Giappone (bandiera)      | A     | Tatsuya Bono         |
|    | Giappone (bandiera)      | A     | Naoki Hirano         |
|    | Giappone (bandiera)      | A     | Katsushi Kajii       |
|    | Giappone (bandiera)      | C     | Tetsuya Shiokawa     |
|    | Brasile (bandiera)       | C     | Luís Müller          |

## Statistiche

### Statistiche di squadra
| Competizione          | Punti | Totale | Totale | Totale | Totale | Totale | Totale | DR |
| Competizione          | Punti | G      | V      | N      | P      | Gf     | Gs     | DR |
| --------------------- | ----- | ------ | ------ | ------ | ------ | ------ | ------ | -- |
| JSL Division 1        | 29    | 22     | 7      | 8      | 7      | 25     | 27     | -2 |
| JSL Cup               | -     | 2      | 1      | 0      | 1      | 2      | 2      | 0  |
| Coppa dell'Imperatore | -     | 2      | 1      | 0      | 1      | 6      | 1      | +5 |
| Totale                |       | 26     | 9      | 8      | 9      | 33     | 30     | +3 |